# 6975 Хіроакі
6975 Хіроакі (6975 Hiroaki) — астероїд головного поясу, відкритий 25 серпня 1992 року.
Тіссеранів параметр щодо Юпітера — 3,232.